# Fed Cup 2016 Zona Euro-Africana Gruppo II - Pool A
Il Pool A della Zona Euro-Africana Gruppo II nella Fed Cup 2016 è uno dei due pool (gironi) in cui è suddiviso il Gruppo II della zona Euro-Africana. Quattro squadre si sono scontrate nel formato round robin. (vedi anche Pool B)
|   | Pool A          | Danimarca (bandiera) | Lituania (bandiera) | Finlandia (bandiera) |
| 1 | Danimarca (2-0) |                      | 3-0                 | 3-0                  |
| 2 | Lituania (1-1)  | 0-3                  |                     | 2-1                  |
| 3 | Finlandia (0-2) | 0-3                  | 1-2                 |                      |

## Primo giorno
| Lituania 0 | Gezira Sporting Club, Il Cairo, Egitto 13 aprile 2016 Terra rossa | Gezira Sporting Club, Il Cairo, Egitto 13 aprile 2016 Terra rossa | Danimarca 3 |     |   |  |
| \| \| \| \| 1 \| 2 \| 3 \| \| \| - \| \| --------------------------------------------------------------- \| --- \| --- \| - \| \| \| 1 \| \| Iveta Daujotaitė Emilie Francati \| 5 7 \| 0 6 \| \| \| \| 2 \| \| Paulina Bakaitė Karen Barritza \| 2 6 \| 1 6 \| \| \| \| 3 \| \| Paulina Bakaitė / Gerda Zykutė Karen Barritza / Emilie Francati \| 1 6 \| 4 6 \| \| \| |                                                                   |                                                                   |             |     |   |  |
| |                                                                   |                                                                   | 1           | 2   | 3 |  |
| 1 | Lituania (bandiera) · Danimarca (bandiera)                        | Iveta Daujotaitė Emilie Francati                                  | 5 7         | 0 6 |   |  |
| 2 | Lituania (bandiera) · Danimarca (bandiera)                        | Paulina Bakaitė Karen Barritza                                    | 2 6         | 1 6 |   |  |
| 3 | Lituania (bandiera) · Danimarca (bandiera)                        | Paulina Bakaitė / Gerda Zykutė Karen Barritza / Emilie Francati   | 1 6         | 4 6 |   |  |

## Secondo giorno
| Finlandia 0 | Gezira Sporting Club, Il Cairo, Egitto 14 aprile 2016 Terra rossa | Gezira Sporting Club, Il Cairo, Egitto 14 aprile 2016 Terra rossa  | Danimarca 3 |     |   |  |
| \| \| \| \| 1 \| 2 \| 3 \| \| \| - \| \| ------------------------------------------------------------------ \| --- \| --- \| - \| \| \| 1 \| \| Monica Malinen Emilie Francati \| 1 6 \| 1 6 \| \| \| \| 2 \| \| Mia Eklund Karen Barritza \| 3 6 \| 0 6 \| \| \| \| 3 \| \| Mia Eklund / Milka-Emilia Pasanen Karen Barritza / Emilie Francati \| 1 6 \| 1 6 \| \| \| |                                                                   |                                                                    |             |     |   |  |
| |                                                                   |                                                                    | 1           | 2   | 3 |  |
| 1 | Finlandia (bandiera) · Danimarca (bandiera)                       | Monica Malinen Emilie Francati                                     | 1 6         | 1 6 |   |  |
| 2 | Finlandia (bandiera) · Danimarca (bandiera)                       | Mia Eklund Karen Barritza                                          | 3 6         | 0 6 |   |  |
| 3 | Finlandia (bandiera) · Danimarca (bandiera)                       | Mia Eklund / Milka-Emilia Pasanen Karen Barritza / Emilie Francati | 1 6         | 1 6 |   |  |

## Terzo giorno
| Finlandia 1 | Gezira Sporting Club, Il Cairo, Egitto 14 aprile 2016 Terra rossa | Gezira Sporting Club, Il Cairo, Egitto 14 aprile 2016 Terra rossa     | Lituania 2 |     |      |  |
| \| \| \| \| 1 \| 2 \| 3 \| \| \| - \| \| --------------------------------------------------------------------- \| --- \| --- \| ---- \| \| \| 1 \| \| Ella Leivo Iveta Daujotaitė \| 3 6 \| 1 6 \| \| \| \| 2 \| \| Mia Eklund Pauline Bakaitė \| 4 6 \| 6 2 \| 63 7 \| \| \| 3 \| \| Monica Malinen / Milka-Emilia Pasanen Iveta Daujotaitė / Gerda Zykutė \| 6 3 \| 0 6 \| 6 4 \| \| |                                                                   |                                                                       |            |     |      |  |
| |                                                                   |                                                                       | 1          | 2   | 3    |  |
| 1 | Finlandia (bandiera) · Lituania (bandiera)                        | Ella Leivo Iveta Daujotaitė                                           | 3 6        | 1 6 |      |  |
| 2 | Finlandia (bandiera) · Lituania (bandiera)                        | Mia Eklund Pauline Bakaitė                                            | 4 6        | 6 2 | 63 7 |  |
| 3 | Finlandia (bandiera) · Lituania (bandiera)                        | Monica Malinen / Milka-Emilia Pasanen Iveta Daujotaitė / Gerda Zykutė | 6 3        | 0 6 | 6 4  |  |

## Verdetti
- Danimarca e  Lituania ammesse allo spareggio promozione contro le prime due del Pool B.
- Finlandia al playout per evitare la retrocessione contro l'ultima del Pool B.